# Беријев ВВА-14
Беријев ВВА-14 (понекад називан и Беријев-Бартини ВВА-14) је био совјетски експериментални амфибијски авион - екраноплан из раних 1970-их. То је био авион који је био способан за вертикално полетање и слетање. Направљен је према пројекту Р.Л. Бартини-ја. Авион ВВА-14 је пројектован за приобалну борбу против непријатељских подморница као и за извиђање, трагање и спасавање.

## Пројектовање и развој
Увођењем у употребу америчких нуклеарних подморница наоружаних балистичким пројектилима Поларис почетком 60-их, пред совјетску морнарицу је поставио проблем одбране од њих. То је довело до низа нових пројеката у развоју поморске авијације Совјетског Савеза. Један од тих пројеката је био и пројект авиона амфибије са вертикалним полетаљем пројектанта Р.Л. Бартини. Пројект је био јединствен у свету по својој оригиналности. Стога су у решавању многих научних и техничких проблема били укључени најзначајнији институти и произвођачи летелица СССР-а. Рад на овом пројекту се одвијао од 1962. до 1975. године.
ВВА-14 је требало да буде део авијационог противподморничког система који се састоји од самог авиона, система за трагање и нишање Буревестник, противподморничког наоружања и система за допуну горива на плутању. Авион је пројектован за откривање и уништавање непријатељских подморница које се налазе у подручјима удаљеним од базе поласка 1200-1500 км, како самостално, тако и у сарадњи са другим снагама и средствима Ратне морнарице.
Након проучавања већег броја пројеката, усвојена је коначна шема распореда амфибијског ВТОЛ авиона ВВА-14, направљен је по шеми висококрилац, катамаран и имао је правоугаони средишњи део са равним конзолама, у којима се налазило 12 подизних турбовентилаторских мотора, и два погонска турбовентилаторска мотора за хоризонталан лет на врху изнад крила. Предвиђена је изградња два ВТОЛ авиона: ВВА-14-1М за проучавање аеродинамичког распореда и система у режимима авиона и ВВА-14-2М за студије вертикалног полетања и слетања и прелазних појава. У јуну 1972. године завршена је изградња првог авиона ВВА-14-1М без подизних мотора и пловака, а у јулу су на аеродрому ТАНТК почела опитовања авиона рулањем авиона, опремљеног стајним трапом и узлетањем на точковима, а 4. септембра 1972, је направљен први лет који је трајао око сат времана са полетањем и слетањем као сувоземни авион. У току тог првог лета авион није испољио ни један проблем везан за стабилнот и управљивост авиона.
Морска тестирања су обављена током 1974. године и тада је уочено да се при слетању већ на висини од 12 м, а посебно је евидентан на висини од 8 м. јавља феномен ваздушног јастука, због чега је препоручљиво користити ефекат екрана. Због тога је први изграђени авион ВВА-14-1М, на кога никада нису уграђени подизни мотори, одлучено да се модификује и уградивши 2 мотора Д-30М у нос авиона за дување и формирање ваздушног јастука испод крила, користи као екраноплан.
У други прототип ВВА-14 2М је планирана уградња подизних мотора, међутим никада није направио вертикално полетање и остао је својеврсни споменик и оличење оригиналних дизајнерских идеја које се нису могле у потпуности реализовати на тадашњем нивоу техничког развоја.

## Технички опис
Технички опис је направљен на основу извора
Труп авиона је био потпуно металне полумонокок конструкције. Састојао се од два мостом спојена катамаранска корита. За мост је у облику гондоле био везан труп авиона у кога је била смештена кабина пилота и навигатора као и простор за наоружање и опрему. У мост је било предвиђена да се сместе подизни мотори а представљао је и централни део крила. Изнад крила су се налазила два турбомлазна мотора. У труповима катамарана су се налазили гумени пнеуматски пловци који су се надувавали при слетању, полетању и плутању амфибије. Ови пловци су били направљени као вишекоморни из безбедносних разлога. У трупу авиона су били инсталирани компресори који су служили за напумпавање пнеуматских пловака. Када су на авион (модел ВВА-14М1П) уграђени прамчани мотори за постизање ефекта екраноплана избачени су пнеуматски пловци и направљени метални.
Погонску групу чине два турбомлазна мотора П.А. Соловјев Д-30М потиска 64,70 kN сваки и били су постављени изнад крила. Код модификације првог прототипа названог ВВА-14М1П уграђена су још два мотора Д-30М на кљуну авиона која су стварала ваздушни јастук испод крила. У циљу остваривања функције вертикалног полетања овог авиона предвиђено је уградња 12 подизних турбовентилаторских мотора П.А. Колесова РД-36-35ПР потиска 43 kN. Поред ових мотора авион је био опремљен турбогенератором ТА-6А који је служио као и помоћна бродска јединица. Авион је био опремљен резервоарима за гориво (15.500 kg горива), системом против залеђивања и гашење пожара.
Крило се састоји од три дела централни део је правоугаоног облика и саставни је део моста који повезује катамаране а за који је окачен труп у облику гондоле. Два конзолна полукрила трапезастог облика су одвојива и везана за централни део авиона (центроплан). Сви елементи крила су металне конструквије. Крилне конзоле су опремљене спојлерима, закрилцима и елеронима. На крајевима крила се налазе заштитници који чувају крила од оштећења која се могу појавити при слетању авиона.
На крајевима катамаранског тела налазе се по један вертикални стабилизатор са кормилом правца а са спољне стране по један хоризонтални стабилизатор са кормилом дубине. Стабилизатори су конструктивно саставни део тела катамарана, металне су конструкције направљене од легура лаких метала. Кормила су као и стабилизатори такође металне конструкције.
Авион је имао специфичан стајни трап који је имао четири увлачеће стајне ноге. Прва стајна нога се налазила на  почетку трупа и имала је удвојене точкове са нископритисним гумама. Ово је уједно била управљачка нога авиона. Главна стајна нога се налазила при крају трупа и имала је четири точка истих димензија као они точкови који су се налазили на предњој нози. Ова нога је на себе примала главно оптерећење при слетању авиона на тврдо тло. На катамаранском делу трупа авиона биле су додате гондоле у којима су биле смештене помоћне стајне ноге. Ове ноге су имале удвојене точкове знатно мањих димензија у односу на точкове трупних нога и функција им је била повећање стабилности при слетању.
За полетање и слетање на водену површину у катамаранским деловима су се налазили пнеуматски пловци који су се надувавали при слетању и кретању амфибије по води. Приликом лета као и при слетању на тло ови пловци би се издувавали и увлачили у труп катамарана.

## Наоружање
Одељак за бомбе може да прими терет до 2.000 kg (до максимално 4.000 kg). Могуће опције су:
- 2 торпеда АТ-1 или АТ-2, или "Орлан";
- 3 баражна ракетна торпеда „Орао“;
- 1 дубинска бомба са специјалним пуњењем Риу-2;
- 18 бомби ПЛАБ-50 или 16 ПЛАБ-250-120;
- 144 сонарне плутаче РГБ-1У;
- 9 РГБ-12 или 10 РСЛ-21 (РГБ-5);
- 100 експлозивних извора звука;
- 8 авијационих мина ИГДМ-500 или 4 УДМ-1500.

## Верзије
Направљена су два примерка (прототипа) који су се међусобно разликовали по броју мотора.
- ВВА-14 1М - први прототип са 2 погонска мотора Д-30М потиска 64,70 kN, касније су овом прототипу додата два још два мотора Д-30М који су се налазила на самом кљуну авиона (испред крила) чија је функција била да створи ваздушни јастук испод крила и искористи ефекар екраноплана. Након ове модификације овај прототип је добио ознаку ВВА-14М1П.
- ВВА-14 2М - други прототип са 2 погонска мотора Д-30М потиска 64,70 kN и 12 подизних мотора (за вертикално полетање) РД-36-35ПР потиска 43 kN.

## Оперативно коришћење
Први лет ВВА-14 обављен је 4. септембра 1972. Пилот Ју.М. Купријанов и навигатор Л.Ф. Кузњецов тестирали су авион. Програм тестирања је завршен 1975. године, летелица је извршила 107 летова са укупним временом летења од 103 сата.
До серијске производње и оперативног коришћења ове летитице није дошло јер је њено пројектовање и усавршавање дуго трајало због веома сложених проблема који су пројектанти морали да реше. На несрећу децембра месеца 1974. године умро је главни конструктор овог авиона Р.Л. Бартини што је што је проузроковало обустављање рада на овом пројекту да и се после извесног времена рад на овом пројекту прекинуо. У међувремену развијен је и пуштен у употребу авион амфибија Беријев Бе-12, развијан је Беријев Бе-10 и направљене амфибије Беријев А-40 и А-42 које су покриле све области примене којима је била намењена ВВА-14. ВВА-14 је до 1978. године коришћен у спасилачке сврхе и то је био крај оперативног коришћења овог авиона-амфибије.

### Сачувани примерци
Музејска копија авиона ВВА-14 (14М1П) превезена је у Монино из Таганрога 1987. Водом је допремљена у Литкарино код Москве, где је истоварена на обалу. Док се чекао долазак хеликоптера, остао је без надзора, а делимично су га расчерупала и демонтирала непозната лица. Оштећена летелица је хеликоптером Ми-26 допремљена у музеј, где је некомплетна изложена у растављеном стању.

## Земље које су користиле авион
- СССР
- Русија